# NGC 1570
NGC 1570 est une vaste galaxie elliptique située dans la constellation du Burin. NGC 1570 a été découverte par l'astronome britannique John Herschel en 1836. Cette galaxie a aussi été observée par John Herschel le 1er décembre de l'année suivante et elle a été ajoutée au New General Catalogue sous la désignation NGC 1571.

## Caractéristiques
Sa vitesse par rapport au fond diffus cosmologique est de 4 416 ± 19 km/s, ce qui correspond à une distance de Hubble de 65,1 ± 4,6 Mpc (∼212 millions d'al).
À ce jour, une mesure non basée sur le décalage vers le rouge (redshift) donne une distance d'environ 75,600 Mpc (∼247 millions d'al). Cette valeur est à l'extérieur des valeurs de la distance de Hubble. Notons que c'est avec la valeur moyenne des mesures indépendantes, lorsqu'elles existent, que la base de données NASA/IPAC calcule le diamètre d'une galaxie et qu'en conséquence le diamètre de NGC 1570 pourrait être d'environ 58,8 kpc (∼192 000 al) si on utilisait la distance de Hubble pour le calculer.